# Nagri
Nagri là một thị xã và là một nagar panchayat của quận Mandsaur thuộc bang Madhya Pradesh, Ấn Độ.

## Nhân khẩu
Theo điều tra dân số năm 2001 của Ấn Độ, Nagri có dân số 6565 người. Phái nam chiếm 50% tổng số dân và phái nữ chiếm 50%. Nagri có tỷ lệ 67% biết đọc biết viết, cao hơn tỷ lệ trung bình toàn quốc là 59,5%: tỷ lệ cho phái nam là 79%, và tỷ lệ cho phái nữ là 56%. Tại Nagri, 15% dân số nhỏ hơn 6 tuổi.